# Zmýlená neplatí
Zmýlená neplatí (v anglickém originále The Boys of Bummer) je 18. díl 18. řady (celkem 396.) amerického animovaného seriálu Simpsonovi. Scénář napsal Michael Price a díl režíroval Rob Oliver. V USA měl premiéru dne 29. dubna 2007 na stanici Fox Broadcasting Company a v Česku byl poprvé vysílán 21. prosince 2008 na stanici ČT2.

## Děj
Bart spolu se Springfieldským baseballovým týmem vyhraje zápas a dělí je jen jediné utkání od mistrovského titulu. Všichni ve městě oslavují. Když Marge nakupuje oblečení na Bartův zápas, Homer si mezitím nemá kam sednout. Dojde až do obchodu s postelemi, do jedné si tam lehne a usne. Poté, co ho ředitel obchodu vzbudí, Homer před zákazníky vychválí matraci, na které spal. Bohatý Texasan od něj chce koupit pět matrací a ředitel z Homera udělá prodavače. Při finálovém zápase proti týmu z Shelbyvillu Springfield vede 5:2, Shelbyville má obsazené všechny mety, ale už má dva outy. Stačí tedy pálkaře vyoutovat a Springfield vyhraje. Po odpalu se pomalý míček snáší k Bartovi, ale Bart ho nechytí. Když se ho snaží sebrat, tak mu stále vykluzuje a odkopává ho dále. Shelbyville získává 4 body a Springfield prohrává. Fanoušci jsou na něj naštvaní.
Za Homerem do práce přijdou reverend Lovejoy a jeho žena. Mají problém se sexem a chtějí si koupit lepší postel. On jim prodá matraci Tulilux od společnosti Spolunavždycky. Druhý den ale přijedou za Homerem domů, že matrace nefunguje. Když Homer vypisuje šek na vrácení peněz, reverend a jeho žena se začnou líbat na jejich matraci, a tak si je vymění. Večer ale výměnu matrací Marge pozná a Simpsonovi se rozhodnou si svou matraci ukrást zpět. Při loupeži je chytí Lovejoyovi, ale reverend matraci rozřízne napůl tak, aby ji mohli mít všichni.
Barta všude pronásleduje jeho neúspěch. V novinách píší o tom, jak jeho chyba oslabila kurz dolaru. V rádiu KBBL hrají píseň „Bart je dřevák“. Líza vezme Barta na Výstavu baseballových karet, kde si Bart promluví s hráčem jménem Joe La Boot, který také udělal mládí podobnou chybu jako Bart. Když se ale dozví, že mluví s Bartem, tak ho začne také nenávidět. Druhý den se všude ve městě objeví nápis „Nenávidím Barta Simpsona“. Vyjde najevo, že nápisy napsal sám Bart. Při psaní nápisu na vodovodní věž Bart spadne. Když je v nemocnici, Marge seřve dav stojící před její budovou. Domluví se, že poslední směnu odehrají znovu. Vymyslí výmluvu, že metu čistili neregulérním koštětem, aby tomu Bart skutečně uvěřil. On ale míček opakovaně nechytí. Někdo z publika vždy ale vymyslí novou výmluvu, aby se mohlo hrát znovu. Takto to jde až do svítání, kdy Bart konečně míček chytí.

## Produkce
Autorem epizody je Michael Price. Byla to jeho šestá epizoda. Díl obsahuje několik kulturních odkazů. Píseň „Bart Stinks“, kterou zpívají Jimbo, Dolph a Kearney, je parodií na píseň „Love Stinks“ od skupiny The J. Geils Band, a když si jich Bart všimne, zklamaně strhne ze zdi svého pokoje plakáty The J. Geils Bandu. Bart točící se v kruhu, zatímco mu odlétávají šaty poté, co byl zasažen míčem, je odkazem na Charlieho Browna v Peanuts.

## Přijetí
Díl byl původně vysílán na stanici Fox ve Spojených státech 29. dubna 2007. Od té doby získal od kritiků vesměs smíšené až negativní hodnocení. Ještě negativnější pověst má mezi fanoušky, kteří ji často považují za jednu z nejhorších epizod seriálu. 
Adam Finley ze serveru TV Squad se vyjádřil takto: „Obecně se mi tato epizoda líbila. Přinejmenším pro mě měla mnohem více momentů, kdy jsem se smál, než díl z minulého týdne. Myslím, že od té doby, co uřízl hlavu soše Jebediáše Springfielda, se město tak divoce neobrátilo proti Bartovi. Absurdita toho, jak se všichni rozčilují kvůli dětskému sportu, mi přišla ještě vtipnější.“. Na závěr dodal: „Myslel jsem si, že scéna, kdy Bart maluje po celém městě ‚Nenávidím Barta Simpsona‘, mohla mít možná větší emocionální váhu a dodat epizodě tu příjemnou rovnováhu mezi vtipem a emocemi, která je vlastní všem nejlepším dílům Simpsonových, ale očividně měl být tento díl hraný hlavně pro zasmání.“.
Robert Canning z IGN byl kritičtější a epizodě vytkl, že ztratila na srdci, když „všichni obyvatelé Springfieldu jsou k Bartovi za jeho chybu neuvěřitelně krutí“. Dodal, že zápletka dílu zní „jako typická simpsonovská zápletka, kterou seriál obvykle dokáže podat s humorem a srdcem, ale epizoda prostě nedokázala najít v Bartově situaci to vtipné“, že podzápletka s Homerem byla „jednou z nejnudnějších béčkových zápletek, jaké kdy Simpsonovi měli“, a že část z budoucnosti „díl jen zhoršila“. Závěrem uvedl, že „celá tato epizoda byla špatně provedená – chybělo jí veškeré teplo, srdce i humor“.